# 사랑 Two
〈사랑 Two〉는 윤도현의 정규1집 《가을 우체국 앞에서》에 수록된 노래이다.

## 같이 보기
- 윤도현의 음반 목록